# De l'épée à la charrue
 (novembre 2012).
Si vous disposez d'ouvrages ou d'articles de référence ou si vous connaissez des sites web de qualité traitant du thème abordé ici, merci de compléter l'article en donnant les références utiles à sa vérifiabilité et en les liant à la section « Notes et références ».

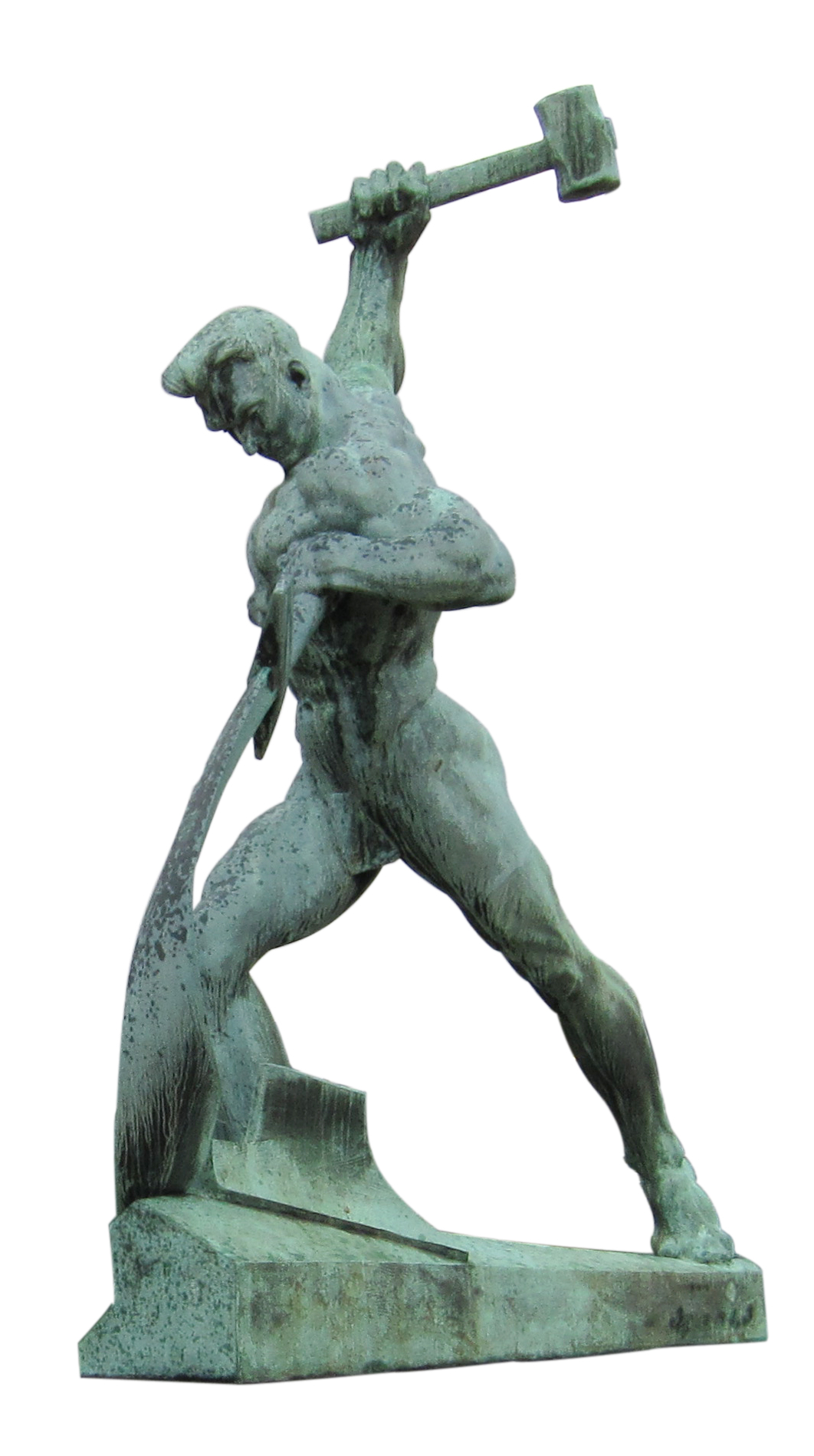
De l'épée à la charrue, bronze de Evgueni Voutchetitch, siège des Nations unies, New York.

« De l'épée à la charrue » est une citation de la Bible (Livre de Michée 4.3 et Livre d'Isaïe 2.4) dont différents mouvements pour la paix se sont inspirés. 

## Développement
La citation exacte d'Isaïe est  : « Il sera juge entre les nations, il sera l’arbitre d’une multitude de peuples. De leurs épées ils forgeront des socs de charrue, de leurs lances des serpes : une nation ne lèvera plus l’épée contre une autre, et on n’apprendra plus la guerre. » La notion de justice est ici clairement associée à l’établissement de la paix. Ce verset a d’ailleurs inspiré la statue érigée devant le siège des Nations unies à New York, offerte par l’URSS à l’ONU en 1959. 
Dans les années 1980, ce slogan symbolisait en RDA les initiatives pour le désarmement, et l'antiguerre portées largement par les Églises luthériennes et soutenues par des mouvements pacifistes ouest-allemands.